# غاري هيوز
غاري هيوز (بالإنجليزية: Gary Hughes)‏ هو مغني وكاتب أغاني وملحن بريطاني، ولد في 5 يوليو 1967 في مانشستر في المملكة المتحدة.

## وصلات خارجية
- غاري هيوز على موقع ميوزك برينز (الإنجليزية)
- غاري هيوز على موقع أول ميوزيك (الإنجليزية)
- غاري هيوز على موقع ديسكوغز (الإنجليزية)